# Desmonts
Desmonts é uma comuna francesa na região administrativa do Centro, no departamento Loiret. Estende-se por uma área de 4,81 km². Em 2010 a comuna tinha 177 habitantes (densidade: 36,8 hab./km²).